# Cyrtonus versicolor
Cyrtonus versicolor é uma espécie de artrópode pertencente à família Chrysomelidae.